# Hiroshi Miyazawa
Pour les articles homonymes, voir Miyazawa.
Hiroshi Miyazawa (宮澤 浩, Miyazawa, Hiroshi) est un footballeur japonais né le 22 novembre 1970. Il évoluait au poste de défenseur.